# 上條ひとみのキ・セ・キ
『上條ひとみのキ・セ・キ』（かみじょうひとみのキセキ）は、東海ラジオ放送制作のラジオ番組。番組スポンサーはU-CAN (元FOA RECORD)。パーソナリティは上條ひとみ。制作局の東海ラジオ放送では2006年1月5日から2007年6月27日まで放送された。

## 放送局
- ラジオ大阪 - 毎週木曜日 24:00 - 24:30
- TBCラジオ - 毎週日曜日 19:30 - 20:00（2006年10月から土曜日へ移動。）
- RCCラジオ - 毎週火曜日 24:30 - 25:00
- KBCラジオ - 毎週日曜日 24:35 - 25:05
- 東海ラジオ - 毎週土曜日 27:30 - 28:00（2006年10月から水曜日21:00へ移動。）
- STVラジオ - 毎週日曜日 26:00 - 26:30

## コーナー
キ・セ・キは、ミラクル!
主に上條自身の日常生活・仕事の中で起こった事をありのままに語るコーナー。テーマ曲は林原めぐみの「夜明けのShooting Star」の最初の部分。
音楽のキ・セ・キ
上條がその時気になっているアーティストの楽曲をそのアーティストの紹介と共に放送する。

## ゲスト
- さだまさし
- 熊谷尚武
- 榎本温子
- ミワ（元missgoblin）

| ラジオ大阪 木曜24時台前半 | ラジオ大阪 木曜24時台前半 | ラジオ大阪 木曜24時台前半          |
| 前番組                    | 番組名                    | 次番組                             |
| ------------------------- | ------------------------- | ---------------------------------- |
| 熊田曜子 よ～こお聴き！   | 上條ひとみのキ・セ・キ    | ミエノのタタキ!ヒトミ添えおかわり∞ |